# Тану-Ола
Тану̀-Ола̀ (на руски: Танну-Ола; на тувински: Таңды-Уула) е среднопланински хребет в Южен Сибир, простиращ се в южната част на Република Тува, Русия.
Той е вододел между реките от водосборния басейн на Енисей на север и реките от водосборния басейн на езерото Убсу-Нур на юг. Представлява леко изпъкнала на север дъга, като се състои се от две обособени части – Западен Тану-Ола и Източен Тану-Ола с обща дължина около 340 km. Разделя Тувинската котловина на север от Убсунурската котловина на юг. Преобладава среднопланинския релеф с височини до 2500 – 2700 m. Западен Тану-Ола се простира на протежение от 165 km между долината на река Барлик (десен приток на Хемчик, ляв приток на Енисей) на запад и прохода Баян-Тагни на изток. Максимална височина връх Чурек-Даг 3056 m (50°34′00″ с. ш. 91°04′11″ и. д. / 50.566667° с. ш. 91.069722° и. д.), разположен в най-западната му част. На югозапад чрез прохода Арзайти (2222 m) се свързва с хребета Цаган-Шибету. Източен Тану-Ола се простира на протежение от 180 km от прохода Баян-Тагни на запад до река Бурен (ляв приток на Малък Енисей) на изток, която го отделя от хребета Сангилен. Тук максималната височина е връх Хорумнуг-Тайга 2645 m (50°59′55″ с. ш. 92°56′04″ и. д. / 50.998611° с. ш. 92.934444° и. д.), разположен в най-западната му част.
Западен Тану-Ола е изграден от пясъчници, шисти и конгломерати, а Източен Тану-Ола – от ефузивно-седиментни скали и гранити. От северните склонове на планината водят началото си реки леви притоци на Енисей – Бурен, Елегест, Барик, Шагонар, Чаа-Хол и др. и десни притоци на Хемчик – Чадан, Шеми, Чиргаки, Голяма и Малка Аянгати и др. По южните склонове на хребета се стичат реки десни притоци на река Тес-Хем – Хараалиг-Хем, Шивеелиг-Хем и др. и реки директно вливащи се в езерото Убсу-Нур – Хоолу, Ирбитей, Таргалик, Хандагайти-Гол, Боршо-Гол, Сагил-Гол и др. По северните склонове на хребета, на височина до 2000 – 2200 m расте кедрово-лиственична тайга, а по южните – степна растителност. Най-високите части са заети от високопланинска тундра и обширни безжизнени каменисти пространства.

## Топографска карта
- Топографска карта М-46; М 1:1 000 000[2]